# الحوقار (العدين)

تعديل مصدري - تعديل

الحوقار محلة تابعة لقرية الكراب، التابعة لعزلة السارة بمديرية العدين إحدى مديريات محافظة إب في الجمهورية اليمنية، بلغ تعداد سكانها 178 حسب تعداد اليمن لعام 2004.